# Scaphis
Scaphis is een geslacht van weekdieren uit de klasse van de Gastropoda (slakken).

## Soorten
- Scaphis astridae (Labbé, 1934)
- Scaphis atra (Lesson, 1831)
- Scaphis carbonaria Labbé, 1934
- Scaphis gravieri Labbé, 1934
- Scaphis lata Labbé, 1934
- Scaphis punctata (Quoy & Gaimard, 1832)
- Scaphis straelenii (Labbé, 1934)
- Scaphis tonkinensis Labbé, 1934
- Scaphis viridis Labbé, 1934